# Tutu Fela
Koordinaten: 6° 18′ 2,6″ N, 38° 13′ 41,6″ O

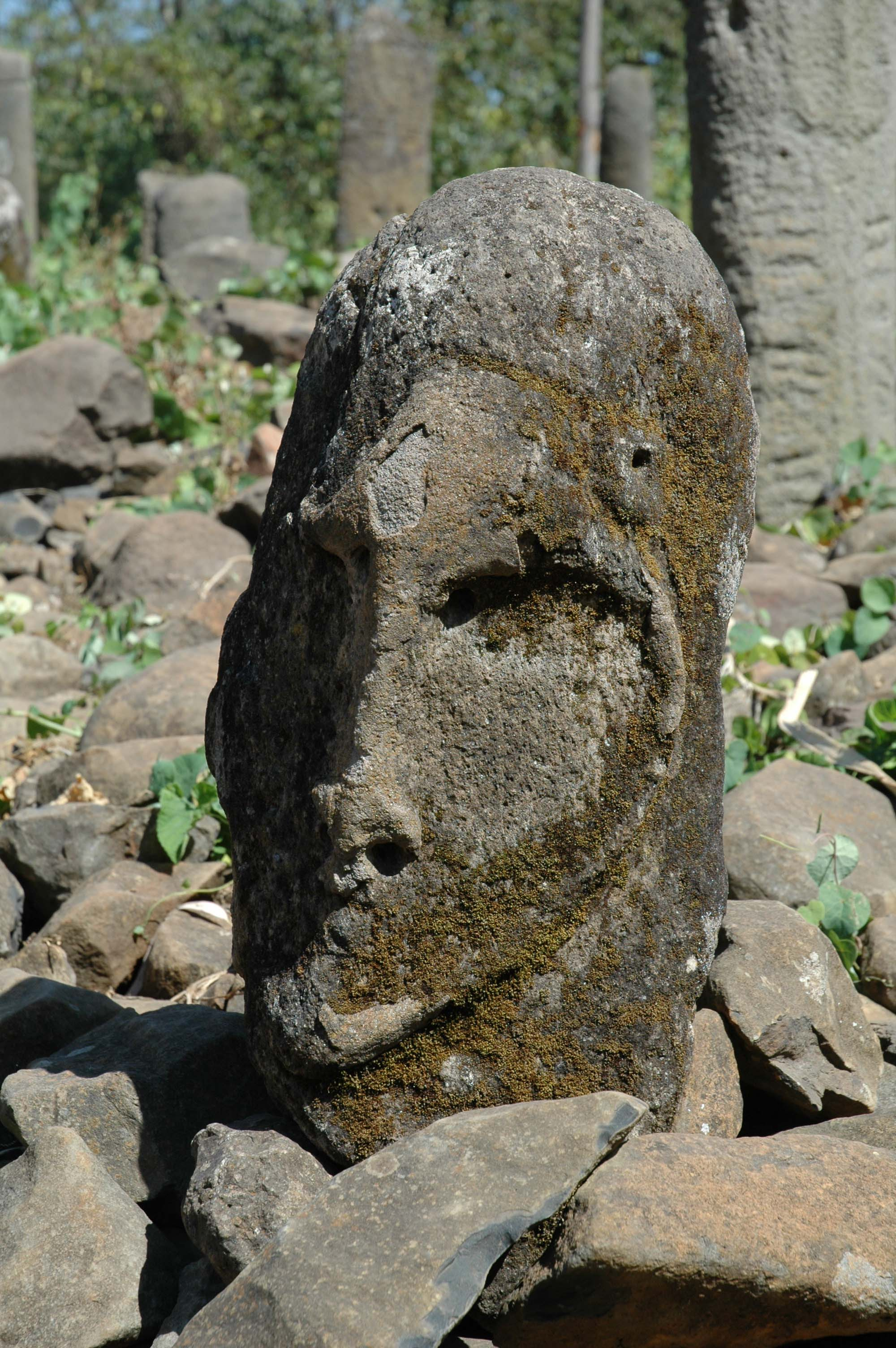
Anthropomorphe Stele von Tutu Fela

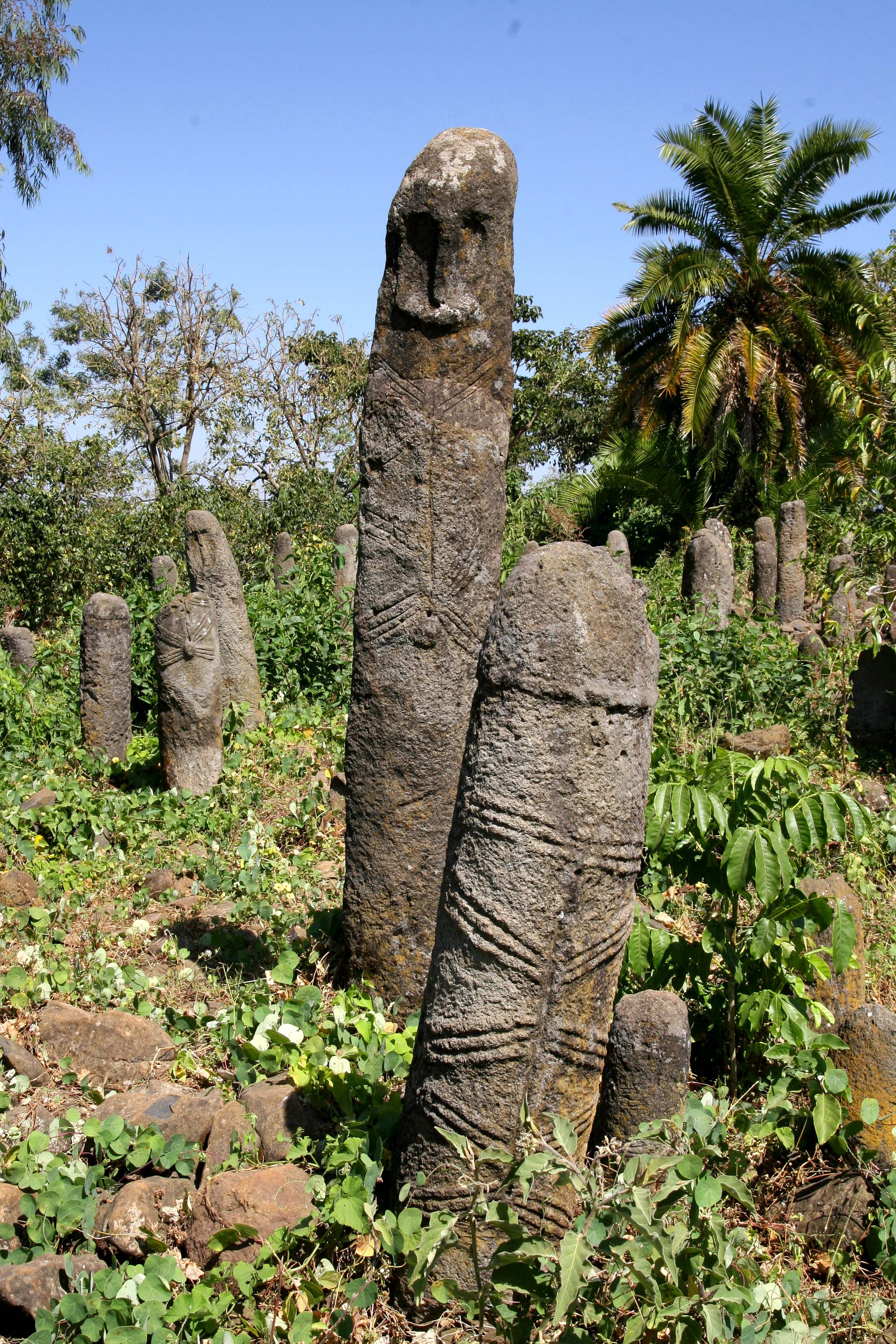
Phallische Stelen von Tutu Fela

Tutu Fela (auch Tuto Fela, Tutto Fela, Tuto Fella oder Tuttofella) ist ein Stelenfeld im Süden Äthiopiens mit bemerkenswerten Steinskulpturen. Es handelt sich um ein Gräberfeld mit vielen anthropomorphen und phallischen Stelen.

## Überblick
Tutu Fela liegt in der Gedeo-Zone in der Region der südlichen Nationen, Nationalitäten und Völker. In diesem Gebiet wurden 7000 von geschätzten insgesamt 10000 Steinskulpturen in Ostafrika gefunden. Die größte Konzentration dieser Steine findet sich in der Umgebung von Dilla, wo es über 50 Fundstätten gibt. Man weiß noch wenig über den Ursprung dieser Stelen und über die Gesellschaften, die sie errichteten.
Das Gebiet ist seit 2023 als Kulturlandschaft von Gedeo auf der Welterbeliste der UNESCO.

## Erforschungsgeschichte
Der deutsche Ethnologe Leo Frobenius unternahm 1934/35 die 12. Deutsche Inner-Afrikanische Forschungs-Expedition (D.I.A.F.E.), die von Adolf Ellegard Jensen geleitet wurde. In Äthiopien entdeckten die Forscher das Tutu Fela Stelenfeld und brachten 17 Steinskulpturen nach Frankfurt (Main) zurück, wo sie sich noch heute im Weltkulturen Museum befinden. Der Künstler und Maler Alf Bayrle begleitete die Expedition und fertigte Zeichnungen und Fotografien von den phallischen Stelen an, die erstmals 2012 in Frankfurt zusammen mit den Grabstelen ausgestellt wurden.
Der französische Archäologe Roger Joussaume führte 1993–1997 umfangreiche Ausgrabungen in Tutu Fela durch. Das Gräberfeld befindet sich auf einer Höhe von 2000 Meter am Ostrand des Grabenbruchs und ist ca. 40 m lang und 20 m breit. Zu Beginn der Grabung waren zahlreiche Steine in der Vegetation vergraben, nur wenige Säulen standen noch aufrecht. Einige Stelen sind bis zu 2,50 m hoch, viele andere sind zwischen 1,50 and 2,10 m und einige sind nur 70 cm hoch. Es wurden 320 Stelen inventarisiert, zusätzlich zu den in Frankfurt befindlichen 17 Exemplaren.
Joussaume entdeckte in unterschiedlichen Schichten menschliche Relikte, darunter Knochen von mehreren Menschen. Die jüngste Schichte wurde auf das 12.–13. Jahrhundert datiert und enthielt Haushaltsutensilien. Die älteste Schicht geht zurück auf das 10. Jahrhundert. Die phallischen Stelen wurden möglicherweise wiederverwendet und stammen aus dem 11.–13. Jahrhundert. Die Stelen sind aus Rhyolith und Säulenbasalt gemeisselt. Es gibt eine weitere Fundstätte in der Nähe, das Chelba Tutitti Stelenfeld, wo ausschließlich phallische Stelen gefunden wurden.

## Aktuelle Situation
Die Fundstätte Tutu Fela wurde nach den Ausgrabungsarbeiten in den Jahren 1996–1998 restauriert.